# Murusraptor

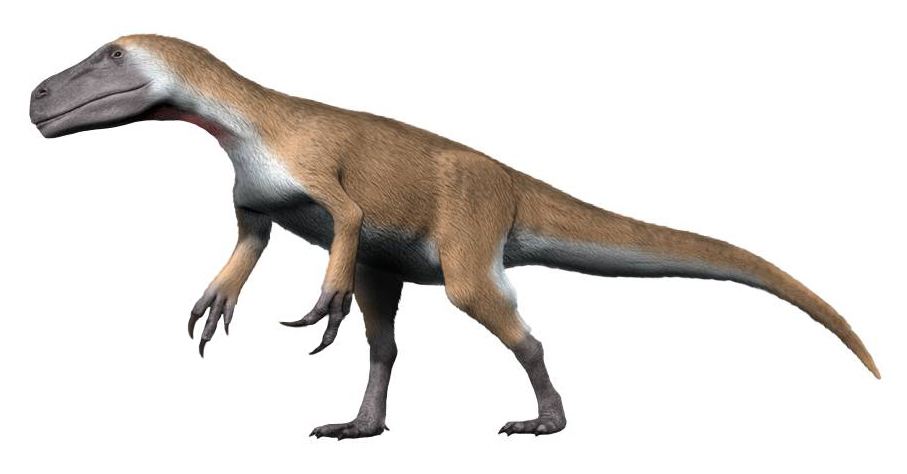
Murusraptor barrosaensis

Murusraptor barrosaensis is een vleesetende theropode dinosauriër, behorend tot de Tetanurae, die tijdens het late Krijt leefde in het gebied van het huidige Argentinië.

## Vondst en naamgeving
In 2001 werd dertig kilometer ten noordoosten van Plaza Huincul door Sergio Saldivia, preparateur van het Museo Carmen Funes, in een rotswand het skelet gevonden van een theropode. Dat jaar en in 2002 werd het skelet geborgen.

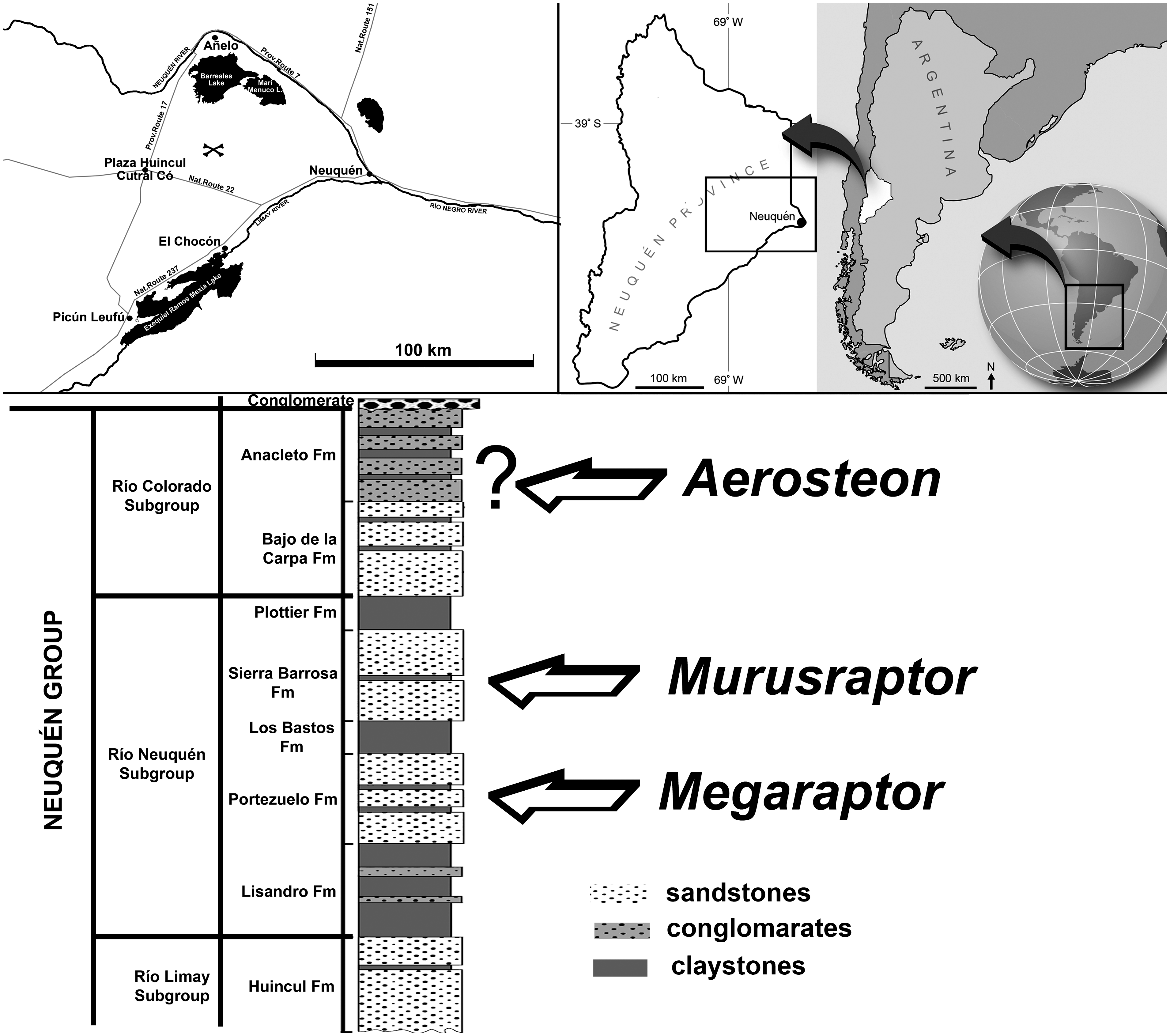
Vindplaats en stratificatie

In 2016 werd de typesoort Murusraptor barrosaensis benoemd en beschreven door Rodolfo Anibal Coria en Philip John Currie. De geslachtsnaam is een combinatie van het Latijn murus, "muur", een verwijzing naar de rotswand, en raptor, "rover". Er is op gewezen dat een correctere combinatie de vorm "Muriraptor" zou hebben opgeleverd. De soortaanduiding verwijst naar de herkomst uit de Sierra Barrosa.
Het holotype, MCF-PVPH-411, is gevonden in een laag van de Sierra Barrossa-formatie die dateert uit het Coniacien. Het bestaat uit een gedeeltelijk skelet met schedel van een jongvolwassen dier. Bewaard zijn gebleven: de rechterachterzijde van de schedel met traanbeen, prefrontale, postorbitale, quadratum, pterygoïde, epipterygoïde en ectopterygoïde; het linkerpterygoïde; de hersenpan met achterhoofd en voorhoofdbeenderen en wandbeenderen; de achterzijde van de rechteronderkaak; eenendertig losse tanden, twaalf wervels van de rug, het heiligbeen en de voorste staart; elf ribben, een chevron, buikribben, een handklauw, beide darmbeenderen, de bovenkanten van beide schaambeenderen, de onderkanten van beide zitbeenderen, het rechterscheenbeen en een hielbeen.
In 2017 werd de hersenpan apart beschreven. In 2019 werd de osteologie opnieuw beschreven.

## Tafonomie
MCF-PVPH-411 werd aangetroffen in een stroomkanaalafzetting die met zand opgevuld was (Engels : "channel lag deposit"). Zo'n afzetting is samengesteld uit sediment dat door de actie van wind en water gesorteerd is; eolische processen, fluviatiele processen en getijdeprocessen kunnen de fijnere, lichtere componenten van een sedimentaire afzetting verwijderen (erosie), zodat het meer resistente, zwaardere en hardere materiaal overblijft.
De tafonomische kenmerken van de vindplaats leren ons dat het grootste deel van het skelet was uiteengevallen, alhoewel de beenderen dicht bij elkaar in anatomisch verband lagen. Zowel grote als kleine beenderen bleven bewaard. De meeste ribben bevonden zich in een natuurlijke reeks parallel aan elkaar, wat erop wijst dat het skelet gedeeltelijk in anatomisch verband lag toen het door sediment ingebed werd. Kleinodules waren vermengd met de beenderen. Een nodule is een kleine, onregelmatig afgeronde “knol” waarvan de samenstelling typisch contrasteert met de samenstelling van het insluitende sediment of van het sedimentair gesteente. De oriëntatie van de ribben en van de schaambeenderen, en de verspreiding van de beenderen wijzen erop dat het dier op zijn rechterzijde lag. De beenderen lagen opgestapeld in vier lagen. Het rechterdarmbeen stond vertikaal en ondersteboven in de afzetting. Het linkerdarmbeen was volledig en was het enige bot dat, voordat de afzetting plaatsvond, gebroken was. Het preacetabulaire blad was afgebroken langs de top van een grote ruggenwervel en was iets afgescheiden van de rest van het darmbeen. De andere beenderen zijn onvolledig ten gevolge van erosie. Verschillende beenderen vertonen boorgangen van dermistide Coleoptera (familie Dermistidae) die karakteristieke sporen van benige fragmenten achterlieten in het sediment. Delen van het skelet vertonen pathologische schade.

## Beschrijving

### Grootte en onderscheidende kenmerken
Het holotype van Murusraptor heeft een geschatte lengte van zes à zeven meter. Het was echter misschien nog niet volgroeid.
De beschrijvers wisten in 2016 enkele onderscheidende kenmerken vast te stellen. De voorste tak van het traanbeen is langer dan de neergaande tak hoog is. In de onderkaak heeft het surangulare een horizontale plaatvormige verdikking aan de buitenzijde onder de groeve tussen het foramen surangulare anterior en de inkeping voor de bovenste achterste tak van het dentarium die bijdraagt aan het zijgewricht. De sacrale ribben zijn hol en buisvormig. De zitbeenderen zijn kort, overdwars afgeplat en verticaal licht verbreed. De laatste twee kenmerken zijn zeker autapomorfieën, unieke afgeleide eigenschappen, want uniek binnen de Theropoda.
Daarnaast is er een unieke combinatie van op zich niet unieke kenmerken. In de hersenpan zijn de processus basipterygoidei aan de voorste onderkant van het basisfenoïde gelegen terwijl de doorgang van de recessus basisphenoideus naar boven en achteren gericht is. Het basisfenoïde heeft een ondiepe brede inkeping tussen de tubera basilaria en de processus basipterygoidei. De chevrons zijn nogal recht.
In 2019 erkende men, binnen de toen gevonden fylogenie, maar één autapomorfie: de ondiepe brede inkeping tussen de tubera basilaria en de processus basipterygoidei. Er werd op gewezen dat de verhouding tussen takken van het traanbeen en de verdikking van het surangulare ook bij tyrannosauroïden voorkomen. Dat de processus basipterygoidei aan de voorste onderkant van het basisfenoïde is gelegen terwijl de doorgang van de recessus basisphenoideus naar boven en achteren gericht is, wordt gedeeld met Aoniraptor en Megaraptor.

### Skelet

#### Schedel

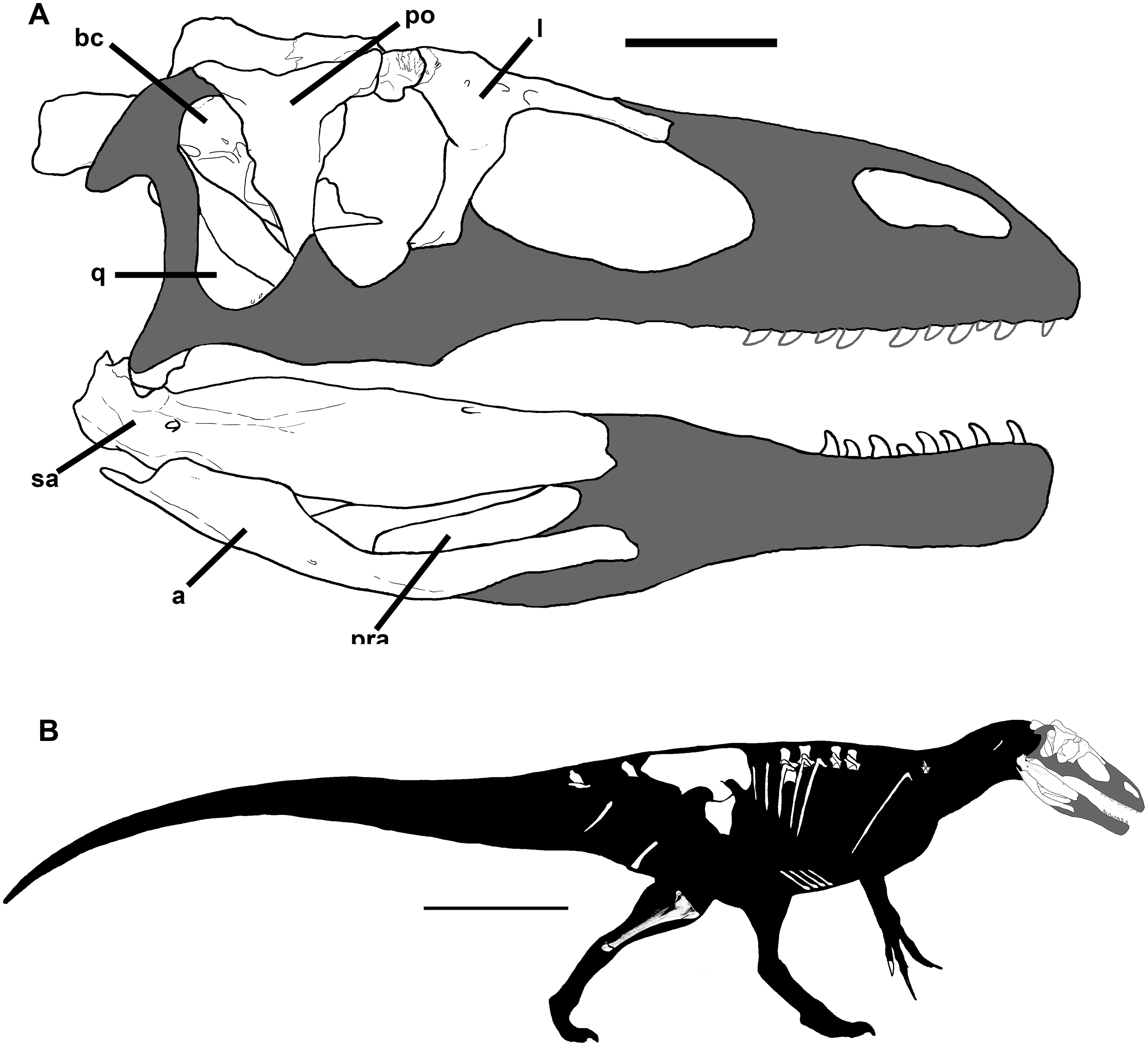
Diagram van schedel en bewaarde skeletelementen

Hoewel alleen het achterdeel van de schedel bekend is, meenden de beschrijvers uit de vorm van het pterygoïde in het verhemelte en de lengte van de voorste tak van het traanbeen te kunnen opmaken dat de snuit langgerekt en smal moet zijn geweest. Van verschillende verwanten wordt hetzelfde vermoed.
Het traanbeen is T-vormig, met een bewaarde lengte van 171 millimeter. De voorste tak is uitzonderlijk lang, langer dan de achterste en 10% langer dan de neergaande tak. De voorste en achterste tak zijn ook nogal dun en teer. In de hoek tussen de voorste en neergaande tak bevindt zich een inkeping met een kanaal dat naar de fenestra antorbitalis loopt. In de inkeping liggen pneumatoporen die de voorste en achterste tak binnendringen. De neergaande tak is niet verstevigd door een richel en maar één centimeter dik overdwars. De tak wordt vooraan niet uitgehold door de fossa rond de fenestra antorbitalis. Er is geen spoor van een hoorntje of een neusrichel. Er zijn echter wel vrij dikke facetten met het prefrontale en het voorhoofdsbeen. Onder het raakvlak met het prefrontale lopen twee traanbuizen naar voren tot naar de inkeping in de hoek. Een voorste uitloper van het prefrontale onderligt het traanbeen tot bijna de bovenste traanbuis. Het prefrontale steekt naar binnen in het voorhoofdsbeen. Bij het postorbitale kromt zowel de voorste als de achterste tak omhoog. Het postorbitale heeft een vrij lange tak richting jukbeen.
Het voorhoofdsbeen heeft een lengte van 111 millimeter en een breedte van 54 millimeter. Het achterdeel heeft een rechthoekig profiel; misschien dat het profiel bij jonge dieren driehoekig was, net als bij Megaraptor. Het gedeelte vóór de driesprong met het postorbitale en traanbeen versmalt naar voren abrupt tot een breedte van vijfendertig millimeter. Dit stuk is aan de bovenkant over de volle lengte diep uitgehold, vermoedelijk omdat het overgroeid werd door de achterste tak van het neusbeen. Currie speculeerde dat deze overlapping een grote neuskam ondersteund zou kunnen hebben maar moest toegeven dat bij Megaraptor, waar dezelfde overgroeiing aanwezig is, de wel bewaarde neusbeenderen geen spoor van een zulke kam laten zien. Naar achteren wordt het voorhoofdsbeen verticaal dikker en op hun gezamenlijke middenlijn bereiken de frontalia een dikte van vijfendertig millimeter. Zo wordt een lage richel gevormd die naar achter overloopt in de middenkam tussen de wandbeenderen. De wandbeenderen zijn niet vergroeid, een teken dat het exemplaar nog niet volwassen was. De wandbeenderen zijn drieëndertig millimeter lang. Ze hebben in bovenaanzicht samen een zandloperprofiel, waarbij het voorste raakvlak met de voorhoofdsbeenderen een breedte heeft van tien centimeter, de insnoering tussen de bovenste slaapvensters vierenvijftig millimeter breed is en de dwarskam op het achterhoofd twaalf centimeter wijd is. De middenkam en de dwarskam zijn niet bijzonder hoog.

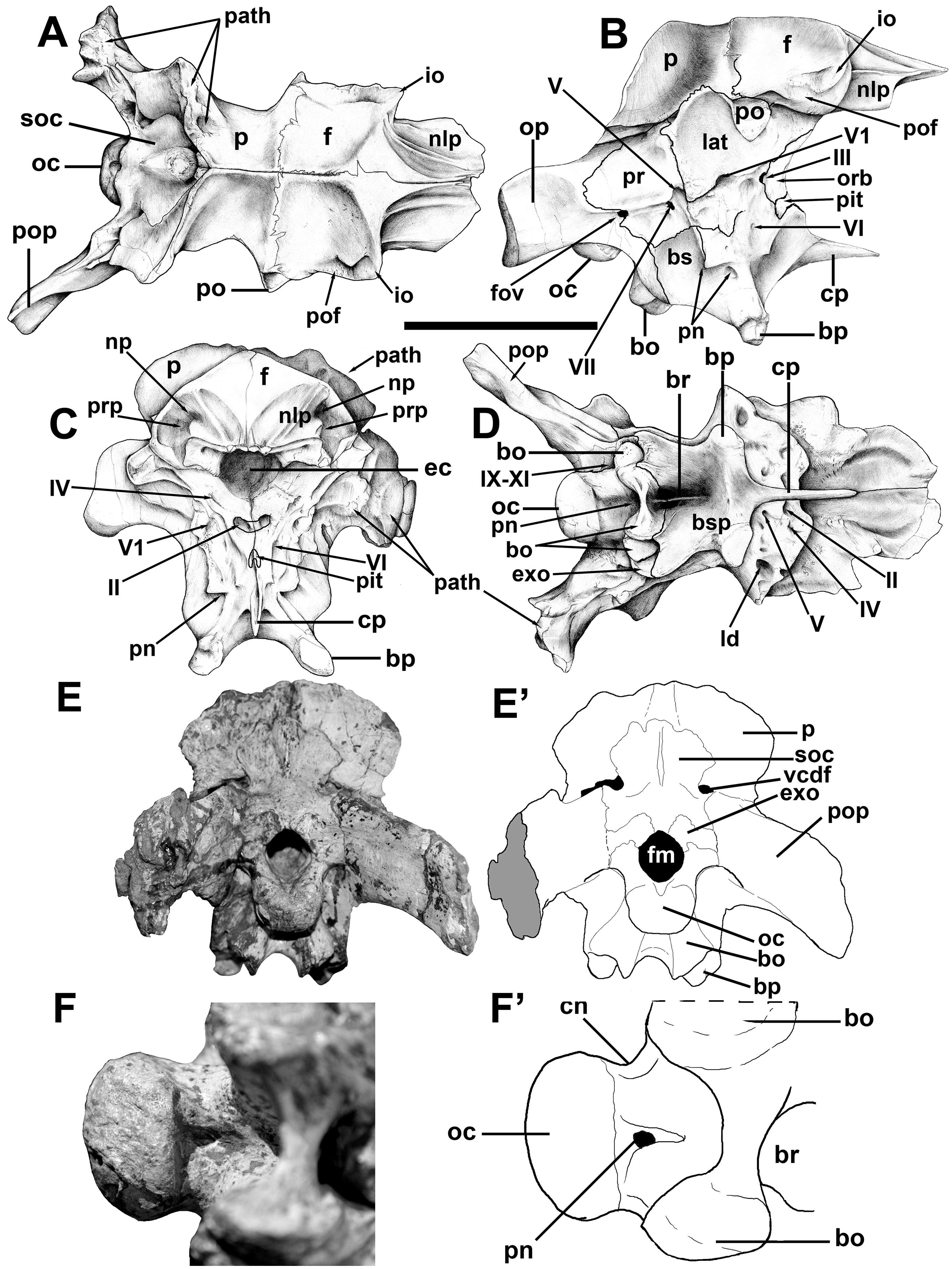
De hersenpan

In de hersenpan zijn verschillende elementen niet versmolten, wat weer wijst op de jonge leeftijd van het exemplaar. De hele linkerzijde van het achterhoofd is misvormd door zware infecties, vermoedelijk ten gevolge van een beet door een andere theropode. Twee tandafdrukken zijn zichtbaar schuin voor en onder de linkerzijde van de dwarskam. Het bovenste centrale element van het achterhoofd, het supraoccipitale, draagt onderaan 5,5 millimeter bij aan het achterhoofdsgat. Het draagt een naar boven verwijdende middenrichel. De wandbeenderen maken ook nog een band van het achterhoofd uit. Dat supraoccipitale en deze band erg glad bot tonen, moet volgens Currie worden verklaard door een kap van kraakbeen. Het ronde achterhoofdgat heet een doorsnede van vijfentwintig millimeter. Eronder bevindt zich de achterhoofdsknobbel die niervormig is, vijfentwintig millimeter hoog en vijfendertig millimeter breed. De nek van de knobbel heeft aan de bovenkant en de onderkant een uitholling; die laatste wordt doorboord door een pneumatopoor. Aan de linkerzijde is de processus paroccipitalis door infectie niet goed gevormd maar het rechteruitsteeksel heeft een lengte van vijfentachtig millimeter en een hoogte van drieënveertig millimeter. De basis ervan is niet gepneumatiseerd. Het basioccipitale loopt van de achterhoofdsknobbel verticaal naar beneden tot tussen de afhangende uitsteeksels van de tubera basilaria. Iedere tuber is aan de onderzijde ingekeept zodat zich twee facetten vormen, de een verticaal gericht, de ander horizontaal; dit is wellicht een uniek kenmerk. Tussen de tubera basilaria loopt een dwarsrichel die de achterste begrenzing vormt van een diepe grote ovale uitholling in het basisfenoïde, de recessus basisphenoideus. Deze inzinking wordt doorboord door twee gepaarde pneumatoporen die schuin naar achteren en boven lopen, het lichaam van het basioccipitale in. De zijwanden van de recessus basisphenoideus worden gevormd door de processus basipterygoidei die naar voren uitlopen in de richelvormige vijfendertig millimeter hoge voorwand ervan. Naar voren loopt het basisfenoïde uit in het dolkvormig uitsteeksel, het voorste punt van de hersenpan, dat een trog in de bovenkant heeft waarin vermoedelijk het kraakbeenschot tussen de oogkassen paste. Meer naar achteren is er een enkelvoudige middelste uitgang voor de reuklobben, vermoedelijk gevormd door een verbeend orbitosfenoïde waarvan de beide helften nog niet versmolten zijn. Iets daarvoor zijn er gepaarde verbeende sfenethmoïden die contact maakten met de onderkanten van de voorhoofdsbeenderen. In de hogere zijkant van de hersenpan is de uitgang voor de naar het oog lopende tak van de nervus trigeminus tunnelvormig overkluisd, een typisch kenmerk van meer afgeleide Coelurosauria.
Het quadratum, de onderste achterhoek van de schedel, is met 149 millimeter hoger dan het traanbeen. Aan de achterzijde omsluit het volledig het foramen quadraticum dat het quadratojugale dus niet bereikt, een basaal kenmerk. Het foramen vormt een vrij hoge, 22,3 millimeter lange, opening. Het zichtbare facet met het quadratojugale is tien centimeter hoog en toont dat dit element, op zich niet bewaard, vrij wel zeker het ook al niet gevonden squamosum raakte. Het quadratum was kennelijk niet met het quadratojugale vergroeid zoals bij oude Tyrannosauridae wel gebeurt. Het quadratum is gepneumatiseerd. Op de achterzijde ligt onder het foramen quadraticum een grote pneumatopoor., negentien millimeter hoog en zeventien breed. Deze loopt uit in drie kleinere doorboringen waarvan de bovenste in het hoofdlichaam reikt en de twee onderste in de buitenste en binnenste gewrichtsknobbels die gescheiden worden door een vrij diepe groeve. Door de pneumatoporen liepen uitlopers van de grote luchtzak van de nekbasis. De interne vleugel voor het contact met het pterygoïde beslaat ongeveer 70% van de lengte van het quadratum. De binnenkant ervan is sterk uitgehold en huisde wellicht een kleinere luchtzak.
In het verhemelte vormt het pterygoïde een delicaat en teer element dat op een complexe manier het achterhoofd, de zijwanden van de schedel en de overige botten van het verhemelte verbindt. Het heeft een lengte van eenendertig centimeter en vormt de belangrijkste directe aanwijzing dat de snuit lang is. In zijaanzicht loopt de lage zijrand vrijwel volmaakt recht horizontaal. De voorste dunne tak ervan loopt richting het, niet bewaarde, ploegschaarbeen van het voorste verhemelte. Erachter ligt een tak die de onderkant van het verhemeltebeen geraakt moet hebben. Deze tak raakt vermoedelijk zijn tegenhanger van de andere zijde niet; beide wijken naar achteren en wat naar onderen uit elkaar zodat een langwerpige opening ontstaat.
Meer naar achteren is er een zijdelings uitsteeksel dat met de voorrand contact maakt met het ectopterygoïde, het bot dat het pterygoïde met het jukbeen verbindt. Er kan maar een kleine tussenruimte zijn geweest tussen ectopterygoïde en het voorliggende verhemeltebeen. De binnenste rand van dat venster wordt voor een lengte van enkele centimeters door het pterygoïde gevormd. Helemaal achteraan heeft het pterygoïde een steil oprijzende vleugel die contact maakt met de interne vleugel van het quadratum. Van de kruising van het horizontale gedeelte en de verticale vleugel uit loopt een vingervormig uitsteeksel dat zich rond de processus basipterygoideus van de hersenpan kromt. De vleugel wordt bekroond door een slank, zijdelings afgeplat, epipterygoïde. Het ectopterygoïde is elf centimeter lang, met een breedte van zesenvijftig millimeter. Een haakvormig uitsteeksel van zesentwintig millimeter kromt naar voren richting het jukbeen. Het ectopterygoïde is niet pneumatische gezwollen zoals bij tyrannosauriden, maar wel gepneumatiseerd: een duidelijke uitholling in de onderzijde heeft een kleine pneumatopoor die doordringt in de basis van de haak.

#### Onderkaken

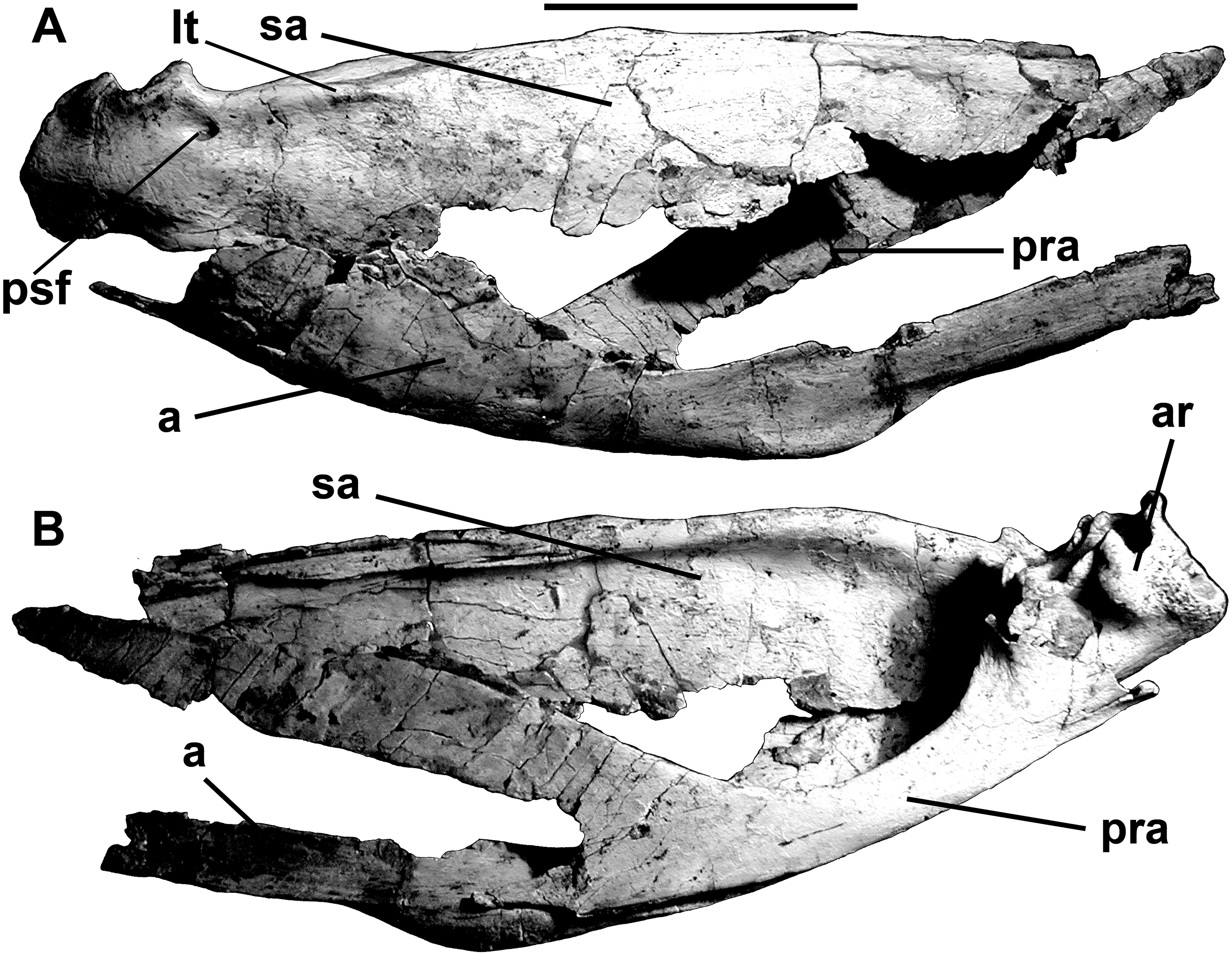
De achterkant van de rechteronderkaak in twee aanzichten

De bewaard gebleven achterkant van de rechteronderkaak is nogal hoog en omvangrijk. Tegelijkertijd zijn de elementen ervan lichtgebouwd en langgerekt. De grote hoogte diende kennelijk dus niet simpelweg om de bijtkracht verhogen door een zware musculatuur. Een alternatieve verklaring is dat de kaak ermee sneller dichtgeklapt kon worden. Dat sluit aan bij de gedachte dat de kaak als geheel tamelijk lang was. De beschrijvers schatten de oorspronkelijke lengte op zeventig centimeter. Zo'n lange kaak heeft vooraan weinig bijtkracht maar kan wel gebruikt worden om een kleine snelle prooi te grijpen, bijvoorbeeld een kleine tweevoetige euornithopode.
De botten van de onderkaak werden niet in verband gevonden. Als men ze op een plausibele wijze samenvoegt, is de achterste hoogte ongeveer twaalf centimeter. Tevens toont zich dan een vrij groot extern zijvenster met een lengte van eveneens twaalf centimeter. Het bovenste bot, het surangulare, is zevenendertig centimeter lang. De voorste opening aan de zijkant, een kanaal voor de naar de huid lopende tak van de nervus alveolaris inferior, opende in een lange groeve zoals bij de meeste grote theropoden. Meer naar achteren is er een achterste foramen, onder een zijwaarts verdikte horizontale richel die de inzinking in de bovenrand begrensd die de aanhechting was voor de sluitspier van de Musculus adductor mandibulae externus. Ter hoogte van het achterste punt van die richel steekt een klein uitsteeksel naar binnen aan de achterkant van de grotere adductor fossa, de ruimte die naar het holle binnenste van de kaak leidt. Onder het surangulare ligt het angulare dat de gebogen en verdikte onderhoek van de kaak vormt. De achterste binnenwand van de kaak wordt gevormd door een 365 millimeter lang prearticulare dat achteraan en onderaan ook van de buitenkant zichtbaar is. Dit prearticulare vormt de onderrand van de grote adductor fossa en splitst zich naar voren in twee takken die de bovenkant en onderkant van een opvallend groot intern zijvenster uitmaken. Het achterste bot van de kaak is het vrij langwerpige en driestralige articulare dat mede als onderste kaakgewricht functioneert. Het heeft daartoe twee troggen, overeenkomend met de twee knobbels van het quadratum, die gescheiden zijn door een lengterichel. Achter de binnenste trog ligt een diepe inzinking, de opening voor smaakzenuw van de chorda tympani. Dit loopt verder uit in drie pneumatische openingen. Het hele articulare is zwaar gepneumatiseerd en heeft slechts dunne botwanden. Helemaal achteraan loopt het articulare uit in een kort, één centimeter lang, retroarticulair uitsteeksel dat diende om de Musculus depressor mandibulae de onderkaak te doen openen.

#### Tanden
Het aantal tanden kan niet direct worden vastgesteld daar geen van de tanddragende elementen is bewaard. Het ligt zeker hoger dan het aantal gevonden tanden van eenendertig die allemaal aan het holotype zelf zijn toegewezen. Gegeven dat de kaken vermoedelijk vrij lang waren en dat de verwant Megaraptor een tachtigtal tanden bezit, is het totale aantal van Murusraptor geschat op minstens zesenzeventig.
De tanden hebben een relatief korte tandkroon, bij de langste, MCF-PVPH-411.50, bedraagt de hoogte negenentwintig millimeter. De kleinste geprepareerde tandkroon, MCF-PVPH-411.54, heeft een hoogte van 12,3 millimeter. De rechte wortels zijn een stuk langer dan de kronen. In bovenaanzicht zijn de kronen nogal symmetrisch, met de snijranden precies op de middenlijn geplaatst, wat het lastig maakt rechter- en linkertanden te onderscheiden. De kartelingen van de snijranden zijn erg klein en vooral duidelijk op de achterrand. Niet versleten tanden tonen ook zes à tien kartelingen op de bovenste voorste snijrand. Wellicht dat premaxillaire tanden kartelingen over de volle lengte van de voorste snijrand hebben.

#### Postcrania
De voorste gevonden ruggenwervel heeft een kort, naar achteren hellend, doornuitsteeksel, breder dan hoog. In de voorste basis van het doornuitsteeksel bevindt zich een diepe uitholling met daarin verhoogd de aanhechtingsrichel voor pezen die naar het voorliggende doornuitsteeksel lopen. Aan weerszijden van die richel liggen twee driehoekige pneumatoporen, vijftien millimeter hoog. Onder ieder voorste gewrichtsuitsteeksel bevindt zich een even hoge pneumatopoor. De uitholling op de buitenste zijwand van het voorste gewrichtsuitsteeksel is zeer diep. Hetzelfde geldt voor de uitholling onder de diapofyse welke uitloopt in drie pneumatische foramina. Er is ook een uitholling aan de achterste basis van het doornuitsteeksel; deze heeft twee pneumatoporen. Beschadigingen laten zien dat de wervel doortrokken is van luchtkamers, waartoe al die openingen toegang geven. Bij meer naar achteren gelegen ruggenwervels worden de doornuitsteeksels hoger dan breed. Zij ontwikkelen ook een hyposfeen-hypanthrum-complex van secundaire gewrichtsverbindingen. Deze wervels zijn al even gepneumatiseerd, vaak in een asymmetrische wijze. Nog verder naar achteren in de reeks beginnen de voorste gewrichtsuitsteeksels met elkaar te vergroeien op hun gezamenlijke middenlijn. Bij die positie zijn ook wervellichamen bewaardgebleven en die tonen grote pleurocoelen.

## Fylogenie
Om de fylogenie van Murusraptor te bepalen werden twee kladistische analyses uitgevoerd op basis van twee verschillende verzamelingen van mogelijke kenmerken. In beide analyses was Murusraptor een lid van de Megaraptoridae, maar in de ene waren die Neovenatoridae en in de andere Tyrannosauroidea.
In 2019 vond men de groep dicht bij de tyrannosauroïden, als deel van de Coelurosauria.